# Bellator 29
 Bellator XXIX  foi um evento de MMA, organizado pelo Bellator Fighting Championships ocorrido no dia 16 de setembro de 2010 no The Rave em Milwaukee, Wisconsin.  O card contou com lutas da Terceira Temporada do Bellator. O evento foi transmitido ao vivo na FOX Sports Net e suas afiliadas regionais.

## Background
Bellator 29 foi o primeiro evento de MMA ocorrido no estado de Wisconsin.
Chico Camus era esperado para enfrentar Jameel Massouh em uma luta de Pesos Casados. Porém Camus se lesionou em um acidente de carro e foi obrigado a se retirar da luta, e foi substituído por Kyle Dietz;  porém uma doença forçou Ulysses Gomez a se retirar de sua luta válida pelo Torneio de Galos e Goldsby Bryan, que foi destinado a enfrentar Nik Mamalis, entrou em cena para enfrentar Gomez e voltou para o torneio. Dietz foi retirado do card, e Mamalis entrou em cena para enfrentar Massoush.
Justin Lemke era esperado para enfrentar David Oliva, porém Oliva foi obrigado a se retirar da luta devido a problemas com o peso.  Jason Guida foi seu substítuto. 
A luta entre Massouh e Mamalis era esperada para acontecer no peso de 140 lbs. Massouh inicialmente pesou duas libras acima do limite, porém bateu o peso duas horas após a pesagem oficial. Jason Guida pesou cinco libras acima do limite de 210 lbs. em uma luta de Peso Casado contra Justin Lemke. 